# 永遠のひととき
「永遠のひととき」（えいえんのひととき）は、成田昭次の1枚目のシングル。

## 概要
男闘呼組解散以後にリリースしたソロ・デビュー・シングルで、最大のヒット・シングルになった。1枚目のアルバム『WUDDAYACALLIT（ワダヤコーリット）』と同時発売。作詞・作曲の組み合わせは、後期の男闘呼組と同じスタンスで行われ、作詞が小竹正人、作曲が成田昭次である。

## 収録曲
両曲とも作詞：小竹正人、作曲：成田昭次、編曲：重実徹
1. 永遠のひととき
2. KISSで抱きしめたい

| スタブアイコン | サブスタブ | この項目は、まだ閲覧者の調べものの参照としては役立たない、シングルに関連した書きかけの項目です。この項目を加筆・訂正などしてくださる協力者を求めています（P:音楽/PJ:楽曲）。 |